# Улавливание и хранение углерода
Улавливание и хранение углерода (англ. сarbon capture and storage, CCS) — процесс, включающий отделение СО2 от промышленных и энергетических источников, транспортировку к месту хранения и долгосрочную изоляцию от атмосферы. Обычно улавливание CO2 осуществляется у крупного источника выбросов газа, например цементного завода или электростанции на биомассе, и заключение его в соответствующих геологических формациях. Хотя данная технология применяется уже несколько десятилетий для различных целей, в частности при третичном методе нефтедобычи, долгосрочное захоронение CO2 под землёй является относительно новой технологией.
Например, в обжиговых печах для улавливания диоксида углерода могут применяться различные технологии: абсорбция, адсорбция, Chemical looping combustion, разделение газа на мембране (Membrane gas separation) и получение газовых гидратов. По состоянию на 2019 год в мире действуют 17 проектов с технологией улавливания и хранения углерода (CCS), которые ежегодно улавливают 31,5 Мт CO2 , из которых 3,7 Мт хранится в подземных хранилищах геологических формаций.
Главной целью улавливания и хранение углерода является борьба с глобальным потеплением, а также загрязнением окружающей среды. В сентябре 2016 года концентрация СО2 в атмосфере необратимо превысила значение в 400 ppm и продолжает увеличиваться. Последний раз такая концентрация CO2 была 600 тыс. лет назад вероятно в результате сильной вулканической деятельности.

## Проекты хранения
В США на 2009 год разрабатывалось три проекта улавливания и захоронения углекислого газа. В двух проектах предлагалась закачка газа в нефтяные скважины (газовый третичный метод нефтедобычи), еще в одном — закачка газа в подземные хранилища, подготовленные в соляных куполах.
В 2021 году в Исландии запущен комплекс по утилизации парникового углекислого газа путём его минерализации. Комплекс собирает углекислый газ из атмосферы в специальные коллекторы, затем растворяет его в морской воде и закачивает в земную кору, где он постепенно минерализуется, превращаясь в горную породу. При выходе на полную мощность комплекс сможет утилизировать до 4000 тонн углекислого газа в год, что равнозначно выбросам 790 автомобилей.
В 2023 году учёные Лихайского университета (США) усовершенствовали технологию прямого захвата углекислого газа из воздуха (direct air capture), разработав новый поглощающий материал, и добились того, что можно улавливать в несколько раза больше углекислого газа, чем получалось до сих пор. Захваченный газ в ходе реакции с морской водой преобразуется в пищевую соду, которую потом растворяют в море без вредных последствий для него.

## Критика
По мнению немецких экспертов, технология улавливания и хранения углерода (CCS) содержит множество технических, экологических и финансовых вопросов, на которые еще не получено чётких ответов. Во-первых, объем подземных хранилищ, находящихся в отдельном районе, может быть ограничен. Во-вторых, для переоборудования действующих электростанций по данной технологии потребуются серьезные капиталовложения, что приведёт к росту тарифов на электроэнергию и снижению КПД электростанции, поскольку часть вырабатываемой электроэнергии будет потребляться оборудованием, обеспечивающим работу установки по улавливанию углекислого газа.